# Alamanya Alamanya, Germania Germania
Alamanya Alamanya, Germania Germania è un cortometraggio di Hans Andreas Guttner, uscito nel 1979.

## Trama
Un treno è diretto in Germania, carico di lavoratori emigranti. Dalla fine degli anni Cinquanta moltissimi convogli analoghi sono giunti da Italia, Iugoslavia, Grecia, Turchia, Spagna e Portogallo, trasportando con le persone anche i loro sogni, le loro speranze di una vita migliore e di opportunità lavorative migliori. In tedesco questi lavoratori stranieri sono stati battezzati «Gastarbeiter»: letteralmente «lavoratori ospiti».